# Коэффициент интеллекта и богатство народов
«Коэффициент интеллекта и богатство народов» (англ. IQ and the Wealth of Nations) — книга, опубликованная на английском языке в Лондоне в 2002 году. Авторами книги являются доктор Ричард Линн, бывший заслуженный профессор психологии в отставке Университета Ольстера, и доктор Тату Ванханен, заслуженный профессор политических наук в отставке Университета Тампере. Книга утверждает, что различия в национальном доходе (в виде ВВП на душу населения) коррелирует с различием в среднем национальном коэффициенте интеллекта (IQ). Авторы интерпретируют эту корреляцию, как показатель того, что коэффициент интеллекта является важным фактором, вносящим различие в национальное богатство и темп экономического роста, но IQ не является единственным определяющим фактором этих различий. Данные, методология и выводы книги подверглись обширной критике. В 2006 году вышла книга-продолжение: «Коэффициент интеллекта и глобальное неравенство».

## Краткое содержание

IQ по странам мира на карте

В конце книги содержится таблица данных среднего показателя интеллекта для каждой из 81 страны, которая основывается на анализе собранных в книге и опубликованных отчётов исследований в этой области за последние почти 100 лет. В книге описываются различные методики тестов, даётся оценка их точности и причины расхождений. Наиболее обширные данные дали тесты интеллекта в армии США, массово проводившиеся среди новобранцев до 1950-х годов. Различия показателей интеллекта между нациями объясняются исследователями генетическими и социальными факторами. Причём генетические факторы определяют максимально возможный уровень IQ, а социальные факторы, такие как полноценное питание, лишь вносят небольшую коррекцию. На основе проведенного авторами анализа они приходят к выводам, что валовой национальный продукт страны напрямую коррелирует с национальным показателем интеллекта. Нации с более высоким IQ создают более сложные товары и технологии, продают их, и в результате получают более высокий доход, который позволяет вести более здоровый образ жизни, лучше питаться и учиться, что в свою очередь ещё немного повышает уровень интеллекта.
Основной причиной существенного различия в интеллекте между народами называется естественный отбор в эпоху похолоданий. Это порождало потребность добывать пищу, создавать одежду, строить жильё, строить планы на год вперёд. В подтверждение этого авторы указывают на то, что максимумы IQ на планете приходятся на дальний Восток и Европу, куда приходились максимальные морозы, а минимальный интеллект наблюдается у бушменов и пигмеев Африки и аборигенов Австралии, где похожих изменений климата никогда не было.

## Отзывы и критика
В журнале Американской экономической ассоциации была опубликована негативная рецензия за авторством Томаса Нечибы, который пишет, что «огульные утверждения, к которым приходят авторы, основываются на довольно слабых статистических доказательствах и сомнительных допущениях и кажутся в лучшем случае заблуждениями; если же воспринять их всерьёз, они могут стать вполне опасными».
Астрид Олив Эрвик, автор рецензии в журнале Королевского экономического общества, пишет, что, хотя отдельные положения книги могут быть интересными, экономистам «нечему из неё научиться», а аргументы авторов слишком расплывчаты и неубедительны.
Рецензент журнала Heredity, выходящего под эгидой Генетического общества Британии, критикует способ отбора данных и выводы, которые делаются на основе этого отбора: так, для определения «национального IQ» Линн и Ванханен используют результаты тестов для школьников, причём их возраст и количество разнится от случая к случаю: так, для Барбадоса были использованы результаты 108 детей в возрасте от 9 до 15 лет, для Колумбии — 50 подростков 13-16 лет, для Эквадора — 104 детей и подростков в возрасте от 5 до 17 лет и т.д. Он замечает также, что авторы (сознательно или неосознанно) меняют местами причину и следствие: «средний IQ нации по сути совпадает с размером её среднего класса, а формирование среднего класса — это результат индустриализации».
Другая рецензия, опубликованная в том же журнале, была несколько более благожелательной, хотя также критикует методы, использованные Линном и Ванханеном, и указывает на ряд фактических ошибок.